# 거창 포충사
거창 포충사(居昌 褒忠祠)는 대한민국 경상남도 거창군 웅양면 노현리에 있는 사우이다.
1983년 7월 20일 경상남도의 문화재자료 제57호 포충사로 지정되었다가, 2018년 12월 20일 현재의 명칭으로 변경되었다.

## 개요
이곳은 조선 영조 4년(1728)의 무신란 때 순절한 충강공 이술원 장군을 모신 사당으로 영조 13년(1737)에 세웠다.
이술원 장군은 조선 후기 무신이며 거창 출신으로 영조 4년(1728)에 거창 좌수로 있었다. 안의의 정희량이 난을 일으키자 나아가 대적하였으나 중과부적으로 생포되어 모진 고문에도 굴하지 않다가 죽음을 당하였다. 시호는 충강(忠剛)이다.

## 같이 보기
- 이술원
- 이인좌의 난

## 참고 문헌
- 거창 포충사 - 국가유산청 국가유산포털